# 多莉山
多莉山（英語：Dollywood）是由藝人多莉·巴頓和赫爾辛德家庭娛樂公司共同擁有的主題公園，位於美國田納西州大煙山地區的皮金福奇，開業於1961年，1986年更為現名；每年約有300萬遊客造訪。整個樂園以美國鄉村為主題，除了標準的遊樂設施外，還有傳統玻璃、木工、鑄鐵等表演和販賣，並經常舉辦演唱會和主題節日。遊樂園中另有一個博物館，保存著多莉·巴頓的事業和成長回憶的紀念品。
從1986年到2010年，樂園的面積增加了一倍，達到150英畝（61公頃）。多莉山員工約有4,000人，使其成為所屬地區中最大的雇主。2010年11月16日，多莉山獲得了有「遊樂園界奧斯卡獎」之稱的掌聲獎。

## 外部連結
- 官方网站

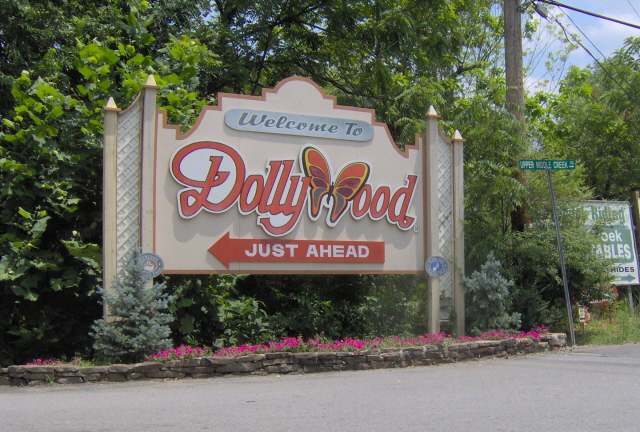
多莉山遊樂園一景

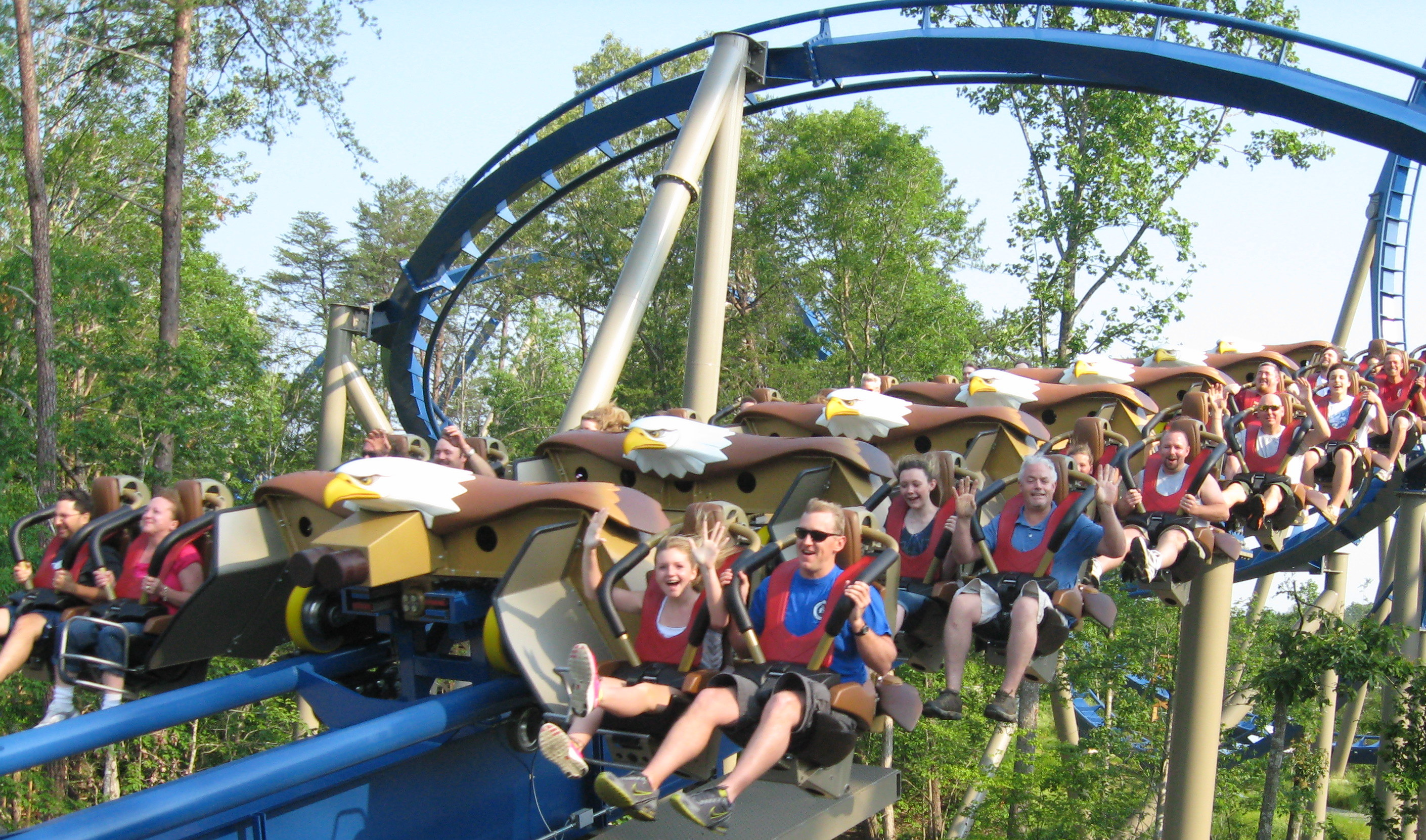
野鷹雲霄飛車

- Herschend Family Entertainment （页面存档备份，存于）
- 多莉山在雲霄飛車資料庫上的頁面
- Themepark Timelines
- Dollywood at Pigeon Forge Department of Tourism

35°48′21″N 83°31′44″W / 35.805702°N 83.528838°W